# جوش فورست
جوش فورست (بالإنجليزية: Josh Forrest) هو لاعب كرة قدم أمريكية أمريكي، ولد في 24 فبراير 1992 في بادوكا في الولايات المتحدة.

## وصلات خارجية
- جوش فورست على موقع مرجع كرة القدم المحترفة.كوم (الإنجليزية)